# دریاچه چندآمیخته
دریاچه‌های چندآمیخته، دریاچه‌های چندچرخشی یا دریاچه پلی‌میکتیک (به انگلیسی: Polymictic lake)، دریاچه‌های سراسرآمیخته هستند که برای ایجاد لایه‌بندی حرارتی بسیار کم‌عمق هستند؛ بنابراین، آب آنها می‌تواند از بالا به پایین در طول دوره بدون یخ درهم آمیخته شود. دریاچه‌های چندآمیخته را می‌توان به دریاچه‌های چندآمیخته سرد (یعنی آن‌هایی که در زمستان پوشیده از یخ هستند) و دریاچه‌های چندآمیخته گرم (یعنی دریاچه‌های چندآمیخته در مناطقی که پوشش یخی در زمستان ایجاد نمی‌شود) تقسیم کرد. در حالی که چنین دریاچه‌هایی به‌طور متوسط به خوبی درهم آمیخته می‌شوند، در دوره‌های کم‌باد، لایه‌بندی ضعیف و زودگذر اغلب می‌تواند ایجاد شود.